# Lanț trofic

Lanțul trofic este un șir care enumeră relațiile de hrănire dintre organismele componente ale unui anumit ecosistem. Fiecare organism depinde, pentru a se hrăni, de membrul anterior al lanțului său trofic. Este o unitate funcțională de transformare a substanței și de transfer de energie, alcătuită dintr-un șir de specii, pornind de la o bază trofică și sfârșind cu un răpitor de vârf sau un ultrahiperparazit.
Lanțul trofic mai poate fi definit ca o unitate trofodinamică de transformare și circulație a hranei, în care substanța organică circulă de la o specie la alta într-un singur sens. Fiecare organism care intră în componența lanțului trofic formează o verigă trofică.
Numărul verigilor într-un lanț trofic este variabil; frecvent sunt 3-5 verigi, rareori ajungând la un număr mai mare.
Prima verigă o constituie producătorii, care de obicei sunt plantele. Rolul lor este să transforme materia anorganică în materie organică. 
Ultima verigă o constituie mereu descompunătorii, care sunt micro-organismele, al căror rol este de a transforma materia organică în cea anorganică.
A doua verigă o constituie animalele ierbivore, sau consumatorii primari, care se hrănesc cu plante (cu organe ale plantelor sau cu produse de natură vegetală, cum ar fi frunze, ramuri, rădăcini, fructe, semințe, nectar, polen, în funcție de care ele se împart în patru categorii: ierbivore, frugivore, granivore, nect arivore).
- Ierbivorele (mamifere copitate, insecte și larvele lor) consumă organele vegetative ale plantelor.
- Frugivorele (ex.: sturzul de vâsc) se hrănesc, cu predilecție, cu fructele plantelor.
- Granivorele (ex.: forfecuța) se hrănesc cu semințe.
- Nectarivorele (insectele lepidoptere și himenoptere, iar dintre păsări - Colibri) se hrănesc cu nectarul și polenul, favorizând polenizarea încrucișată a florilor și înmulțirea plantelor.

A treia verigă o constituie consumatorii secundari, a patra- cei terțiari, iar a cincea-cei cuaternari, verigile 3-5 fiind reprezentate de animale polifage (se hrănesc cu hrană amestecată, denumite și omnivore) și zoofage (denumite și carnivore sau carnasiere).
În principiu se disting 3 tipuri de lanturi trofice:
1. lanțul prădătorilor (fitofag-carnivor) – se caracterizează prin faptul că talia organismelor crește de la verigile inferioare spre cele superioare.
2. lanțul saprofagelor – este alcătuit din organismele saprofage care consumă materialul vegetal sau animal mort.
3. lanțul paraziților – prezintă un număr redus de verigi, de obicei 2 sau 3: gazdă – parazit și, uneori, hiperparazit. Talia organismelor la un astfel de lanț scade de la gazdă spre parazit sau hiperparazit.

## Vezi și
- Piramidă trofică